# Guilherme I da Sicília
Guilherme I da Sicília (1131 – 7 de maio de 1166) chamado o mau, foi rei da Sicília de 1154 a 1166. Foi o quarto filho de Rogério II da Sicília e Elvira de Leão, filha ilegítima do rei Afonso VI de Leão e Castela. 
O cognome de o mau parece pouco merecido segundo o historiador Hugo Falcandus. Segundo ele, este título foi atribuído pelos barões rebeldes que queriam denegrir o rei. É óbvio, entretanto, que o rei Guilherme I teve um caráter e energia muitos inferiores ao pai, Rogério II da Sicília. 
Seu reinado foi marcado por constantes revoltas feudais e por tentativas de invasão por parte dos muçulmanos. Guilherme morreu em 7 de maio de 1166 e foi sepultado na catedral de Monreale. Foi sucedido por seu terceiro filho, Guilherme II da Sicília.
De sua mulher Margarida de Navarra, rainha da Sicília, teve quatro filhos:
- Rogério IV, duque da Apulia (1152-1161)
- Roberto, príncipe de Cápua (1153-1158)
- Guilherme II da Sicília (1155-1189)[1]
- Henrique, príncipe de Cápua (1158-1172)